# علیرضا رمضانی (بازیکن فوتبال، زاده ۱۳۶۱)
علیرضا رمضانی (زادهٔ ۲۴ بهمن ۱۳۶۱) در بندرانزلی، بازیکن فوتبال اهل ایران است.

## زندگی ورزشی
علیرضا رمضانی فوتبال خود را از تیم های نوجوانان ملوان آغاز کرد و پس از طی مراحل فوتبالی به تیم های جوانان، امید و در سال ۱۳۸۶ به تیم بزرگسالان ملوان راه پیدا کرد.
استعداد او توسط محمد احمدزاده سرمربی تیم ملوان شناسایی شد. او که به جوانگرایی در ترکیب تیم علاقه زیادی داشت، به وی فرصت بازی داد و رمضانی نیز نهایت استفاده را از این فرصت برد.

## افتخارات
- نایب قهرمانی جام حذفی [۲]